# متحف الآثار الفرنسية
متحف الآثار الفرنسية، أسس تحت اسم متحف النحت المقارن، هو متحف متخصص للأثار والتراث المعماري في فرنسا،و تأسس في عام 1879 من قبل أوجين فيوليت لو دوك وقد أنشأ بعد إغلاق المتحف الأول في 1816 في الثورة الفرنسية لجمع ما يمكن انقاذه بعد تدمير التراث المعماري الكبير الذي دمر خلال هذه الفترة.
يحوي المتحف مجموعات مهمة من المسبوكات، لوحات ونماذج مستنسخة بالحجم الطبيعي من روائع التراث المعماري الفرنسي.
يقع المتحف في الماضي في قصر تروكاديرو القديم والآن في تل شايو أمام برج إيفل وعلى حافة نهر السين.

## التاريخ
في عام 1879،أراد أوجين فيوليت لو دوك جمع ما تبقى من مجموعات قصر تروكاديرو القديم، الذي أصبح فارغ منذ المعرض العالمي سنة 1878. وفي 4 نوفمبر تم قبول هذا الاقتراح، ويوم 20 ديسمبر، تم تعيين إسكندر صوميرارد لينشئ متحف النحت المقارن.و قد فتح المتحف أبوابه للجمهور في 28 مايو 1882 بأربع غرف للعرض.و في 1886 أضيفت 3 غرف وأخيرا في عام 1889 أضيفت مكتبة وثائق. تم تفكيك قصر تروكاديرو في عام 1935 لإقامة المعرض المتخصص لسنة 1937، وتم تحويله من قبل جاك كارلو إلى قصر شايو. وقد توسع هذا المتحف وإضافة أجنحة للقصر مع حديقة. وتم تجديد اسمه وإلى اسم «متحف الآثار الفرنسية».
في 23 يوليو عام 1997، دمر جزء من متحف السنيما المبنى جراء حريق. وقد أعيد تصميم قصر تروكاديرو على تل شايو من قبل المهندس المعماري جان فرانسوا بودان، وكذلك أعيد تنظيم المتحف وفتح في 15 سبتمبر 2007 من خلال إنشاء متحف العمارة و التراث (فرنسا).

## المتحف الحالي

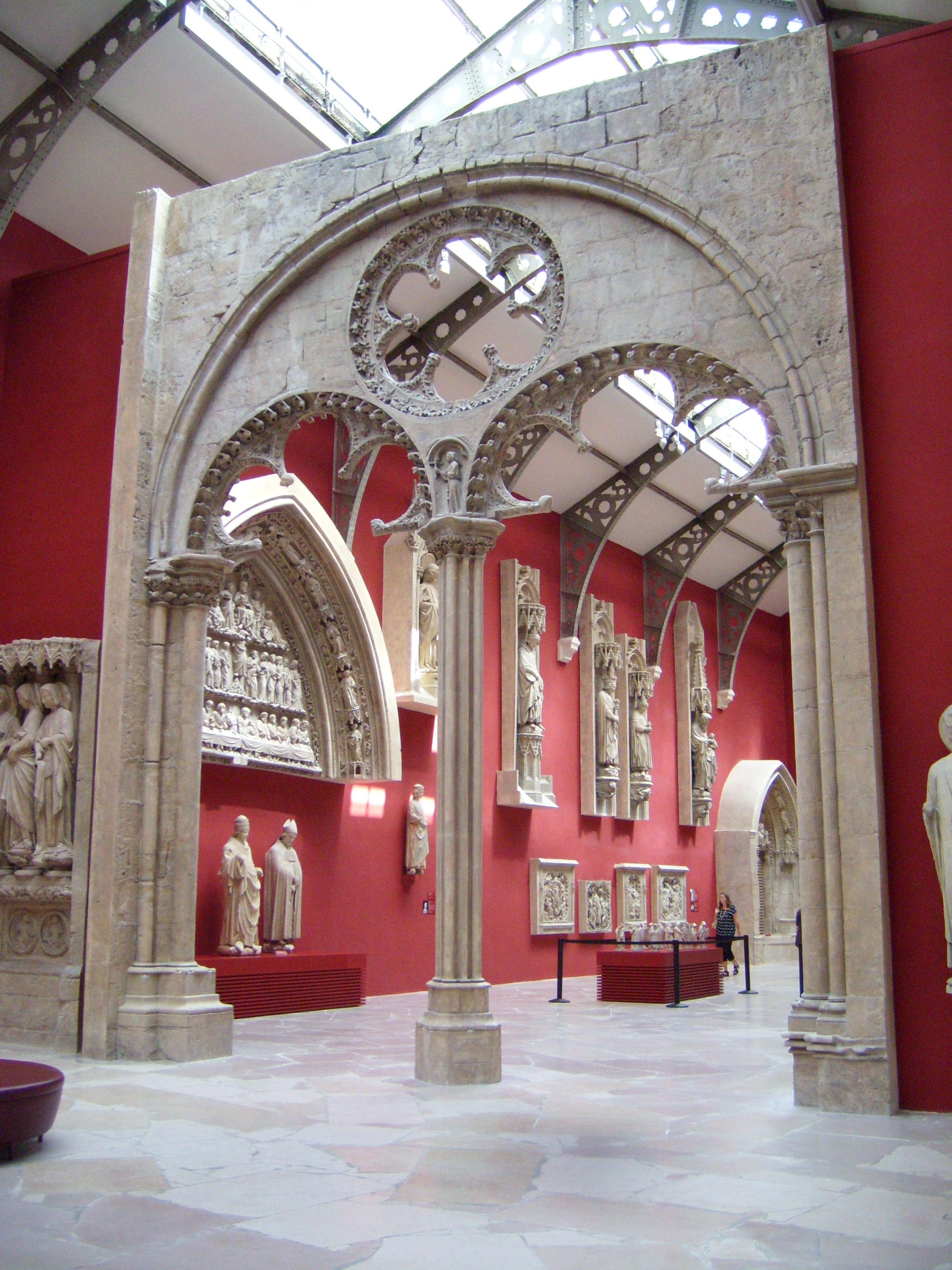
جزء من قاعة دافيود

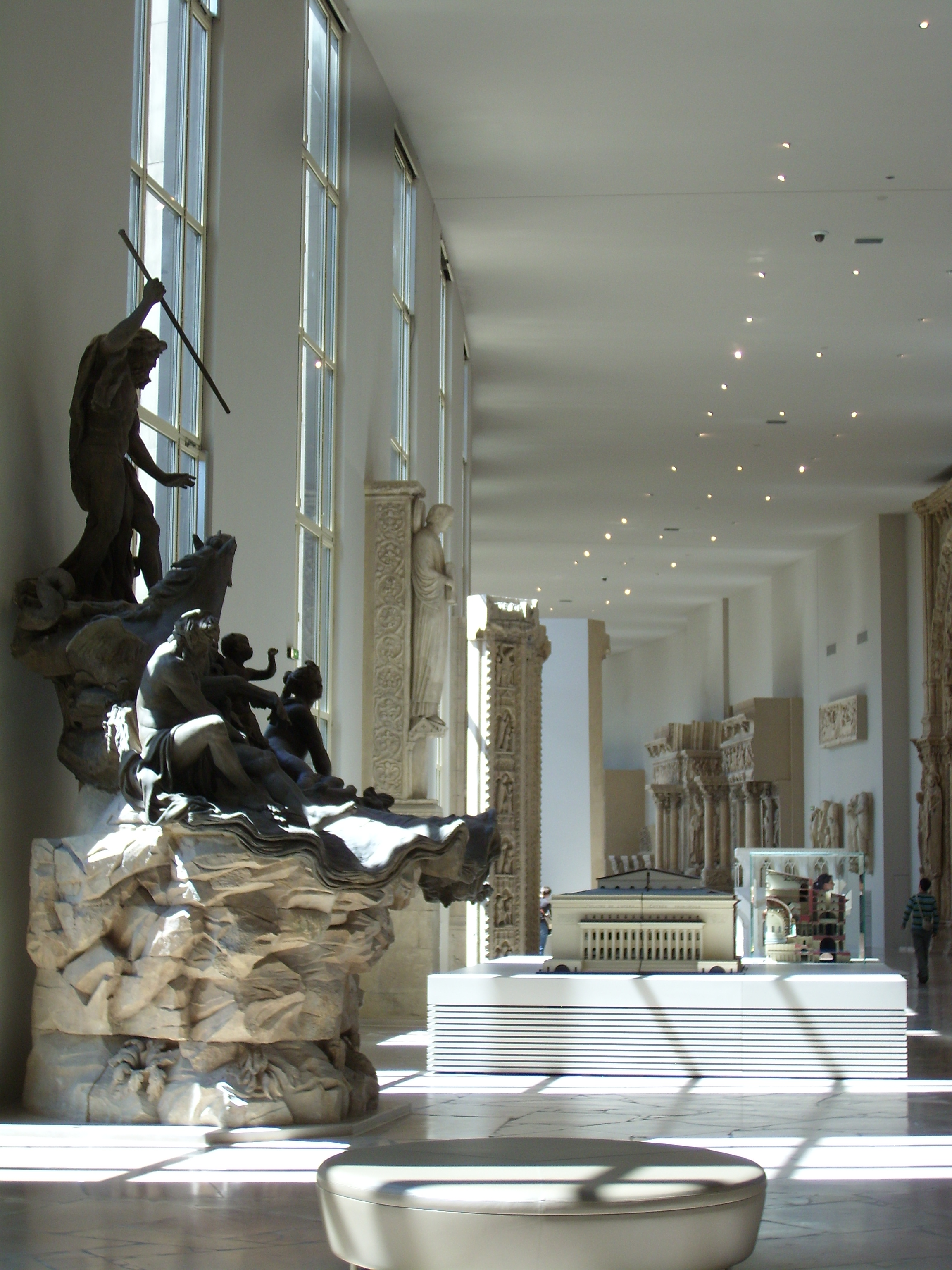
جزء من قاعة كارلوا

يحتل المتحف جناح واحد من قصر شايو في باريس،و في هذا الجناح ثلاثة صالات للعرض.و يطلق على أحد هذه الصالات معرض دافيود وتحوي مسبوكات كبيرة مع معرض كارلو.المعرض هو بمثابة نماذج عالية من العمارة الحديثة والمعاصرة. وتقع الجداريات والزجاج الملون في نهاية معرض العمارة الحديثة والمعاصرة وتقدم على مستويين في طابقين عظيمين. ويوجد مكتبة وقاعات للمعارض المؤقتة.

## النماذج والرسومات
مجموعة النماذج تأتي في الأصل من متحف اللوفر، التي أنشئت في 1794. المهندس المعماري فيوليت لو دوك رأس لجنة المعالم التاريخية، وآستفاد من مشاريع الترميم لجعل العديد من المسبوكات للمتحف التي تصنع من الجص، ويخلط أحيانا مع الألياف، ثم دعا الموظفين. واستكملت هذه المجموعات من قبل بول ديشان، أمين المتحف في عام 1927. وقد تم انتج النسخ الأولى من أهم القطع التارخية (أقواس على سبيل المثال).و قد تم نسخ العديد من النماذج والأثار الفرنسية لتكون كأنها هي الحقيقية وجلبها للمتحف وهي بحجمها الطبيعي.
بعض الأمثلة عن النماذج المعروضة:
- بوابة دير القديس فورتينا دو شارليو.
- بوابة كاثدرئية نوتر دام دو شارتر.
- البوابة الرئيسية لدير القديس بيار دو مواساك.
- بوابة كنيسة القديس لازار أفيون.
- نموذج جداري يعود للقرن 11 لكاثدرائية القديس إتيان أوكسار.
- نموذج جداري يعود للقرن 12 لكنيسة القديس شاف.
- نموذج جداري لقبة كاثدرائية القديس إتيان دو كاهور.
- نماذج لقطع من كاثدرائية القديس إتيان دو سانس.
- نماذج من قصور تاريخية فرنسية.
- نماذج من مباني تاريخية فرنسية مهدمة.
- نماذج لجسور فرنسية مشهورة.
- نماذج لساحات وأثار فرنسية.

## الهندسة المعمارية الحديثة والمعاصرة
تم تجميع مجموعة لإنشاء [[متحف العمارة والتراث (فرنسا). ويضم أساسا سلسلة من نماذج (أكثر من 70 نموذج ضخم في 2007).
و استنساخ لشقة من وحدات السكن في مرسيليا المعاصرة للمهندس لو كوربوزييه.

## كتب
Le Musée des monuments français ملف الفن المعماري رقم 144 (سبتمبر 2007).

## مقالات ذات صلة
- متحف العمارة و التراث (فرنسا).
- متحف برانلي